# Ausztria autópályái
Ez a szócikk Ausztria autópályáit és főbb autóútjait sorolja fel.
Az osztrák úthálózat nagy sebességű összeköttetéseinek kategóriái az autópályák (németül Autobahn, jelölése ’A’), míg a második szinten a gyorsforgalmi utak (németül Schnellstraße, jelölése ’S’). Egyes gyorsforgalmi utak eredetileg autópályaprojektek voltak, de költség- vagy egyéb megfontolások miatt nem a tervek szerint valósultak meg, de egyes gyorsforgalmi utak így is hasonlítanak az autópályákhoz.
Ausztriában 2024-ben 1749 km autópálya és 501 km gyorsforgalmi út volt.

## Története
A West Autobahn (jelenleg A1-es) autópálya építése a náci időkben, 1938-ban kezdődött. Az első szakasz a német határtól Salzburg-Mitte-ig készült el, majd csak 1955-ben folytatták az építését. A Bécs és Salzburg közötti teljes szakasz végül 1967-re lett kész.
A Tauern autópálya (jelenleg A10-es) építése 1939. május 10-én kezdődött a Spittal/Drau melletti Molzbichlben. A világháború alakulása miatt 1942 végén minden tervezési és építési munkát leállítottak, majd az 1950-es években kezdték folytatni.
A Süd Autobahn (A2) autópálya építése 1959-ben kezdődött, első, Vösendorf (Bécs) és Leobersdorf közötti szakasza 1962-ben nyílt meg. A teljes hosszának befejezésére az olasz határig 1999-ig kellett várni.
| Év   | Autópálya | Gyorsforgalmi út |
| ---- | --------- | ---------------- |
| 1960 | 139       |                  |
| 1970 | 439       |                  |
| 1980 | 879       | 89               |
| 1990 | 1404      | 280              |
| 2000 | 1634      | 300              |
| 2010 | 1696      | 449              |
| 2020 | 1749      | 493              |
| 2024 | 1749      | 501              |

#### Sebességhatár autópályán
Az 1970-es évek elejéig Ausztriában nem volt általános sebességkorlátozás az autópályákon. 1973 novemberében energiatakarékossági szempontok végett vezették be lakott területeken kívül a 100 km/h-s sebességkorlátozást. 1974. március 1-jén azonban az autópályákon 120 km/h-ra, majd 1974. május 1-jén 130 km/h-ra emelték a sebességhatárt. Ez azóta is érvényben van.

## Az autópályarendszer tagjai
- A1-es autópálya, West Autobahn: Bécs–Salzburg irányba haladva, Wals-Siezenheimnél megy át Németországba, ahol az A8-as autópályára csatlakozik.
- A2-es autópálya, Süd Autobahn: Ez az ország leghosszabb sztrádája, ami 381 km-es, Bécs–Graz–Klagenfurt irányban Arnoldsteinnal csatlakozik az olasz A23-as sztrádára.
- A3-as autópálya, Südost Autobahn: az A2-es Guntramsdorfi elágazásától Vulkapordanyig (németül: Vulkaprodersdorf) van csak kiépítve. Az országhatár magyar oldalán a 2024 decemberében, a Sopronig kiépített M85-ös autóút van kiépítve.
- A4-es autópálya, Ost Autobahn: ez a sztráda a Bécs–Budapest útvonal egyik része Bécstől Miklóshalmáig (Nickelsdorf), az osztrák-magyar határig épült ki és a magyar oldalon az M1-es autópályára csatlakozik.
- A5-ös autópálya, Nord Autobahn: építés alatt
- A6-os autópálya, Nordost Autobahn: ez a legújabb autópálya, ami az A4-es Királyhidai (Bruckneudorf) leágazástól Köpcsényig (Kittsee), a szlovák határig tart.
- A7-es autópálya, Mühlkreis Autobahn: Linzet köti össze Unterweitersdorffal.
- A8-as autópálya, Innkreis Autobahn: Welset köti össze a német határral, a nyomvonal a német A3-as autópályával folytatódik.
- A9-es autópálya, Phyrn Autobahn: Wels–Graz irányában éri el a szlovén határt. Ezen a sztrádán 3 hosszú alagút van: az 5400 méteres Bosrucktunnel, a 8320 méteres Gleinalmtunnel és a leghosszabb, a Plabutschtunnel, ami 10 kilométer hosszúságú.
- A10-es autópálya, Tauern Autobahn: Salzburg–Villach útvonalon halad, az A11-es autópályával folytatódik.
- A11-es autópálya, Karawanken Autobahn: Villachtól a Karavankák és Szlovénia felé megy, itt található a Karavankák alagút, ami egyben az osztrák-szlovén határ is.
- A12-es autópálya, Inntal Autobahn: Kufsteintől Landeckig tart.
- A13-as autópálya, Brenner Autobahn: Innsbruckot köti össze a Brenner-hágóval és az olasz határral.
- A14-es autópálya, Rheintal/Walgau Autobahn: Hörbranzot köti össze Bürsszel ami egyben a német határ is.
- A21-es autópálya, Wiener Außenring: Bécs egyik elkerülő sztrádája az A1-es és az A2-es között
- A22-es autópálya, Donauufer Autobahn: Bécsben a Duna bal partján húzodik Stockerau felé.
- A23-as autópálya, Südosttangente: az A2-esre vezető sztráda Bécsben.
- A25-ös autópálya, Welser Autobahn: Ansfeldent köti össze Welsszel.
- A26-os autópálya, Linzer Autobahn: Linz nyugati elkerülője.

### Az autópályák táblázatban
| Autópálya                    | Érintett települések, nagyobb kereszteződések                                                                       | Teljes hossz | Használatban | Épül | Térkép |
| ---------------------------- | --- | ------------ | ------------ | ---- | ------ |
| West Autobahn                | Bécs – St. Pölten – Amstetten – Linz – Salzburg – Walserberg / Németország                                          | 292 km       | 292 km       | –    |        |
| Süd Autobahn                 | Bécs – Baden – Bécsújhely – Hartberg – Oberwart (Felsőőr) – Graz – Klagenfurt – Villach – Arnoldstein / Olaszország | 377 km       | 377 km       | –    |        |
| Südost Autobahn              | Guntramsdorf (A2) – Kismarton - Kelénpatak / Magyarország                                                           | 39 km        | 30 km        | 0 km |        |
| Ost Autobahn                 | Bécs – Schwechat – Bruck an der Leitha – Miklóshalma / Magyarország                                                 | 66 km        | 66 km        | –    |        |
| Nord Autobahn                | Eibesbrunn (S1) – Drasenhofen / Csehország                                                                          | 58 km        | 53 km        | 0 km |        |
| Nordost Autobahn             | Királyhida (A4) / Szlovákia                                                                                         | 22 km        | 22 km        | –    |        |
| Mühlkreis Autobahn           | Linz (A1) – Unterweitersdorf (S10)                                                                                  | 29 km        | 29 km        | –    |        |
| Innkreis Autobahn            | Voralpenkreuz (A1) – Wels – Suben / Németország                                                                     | 76 km        | 76 km        | –    |        |
| Pyhrn Autobahn               | Voralpenkreuz (A1) – Graz – Spielfeld / Szlovénia                                                                   | 230 km       | 230 km       | –    |        |
| Tauern Autobahn              | Salzburg (A1) – Bischofshofen - St Michael/Katschberg-hágó/(104. csp.) - Spittal a. Drau – Villach (A2)             | 194 km       | 194 km       | –    |        |
| Karawanken Autobahn          | Villach (A2) – St. Jakob im Rosental / Szlovénia                                                                    | 21,2 km      | 21,2 km      | –    |        |
| Inntal Autobahn              | Németország / Kufstein – Wörgl – Innsbruck – Landeck – Zams (S16)                                                   | 153 km       | 153 km       | –    |        |
| Brenner Autobahn             | Innsbruck (A12) – Schönberg – Brenner-hágó / Olaszország                                                            | 36 km        | 36 km        | –    |        |
| Rheintal/Walgau Autobahn     | Németország / Hörnbranz – Bregenz – Bludenz-Montafon (S16)                                                          | 61 km        | 61 km        | –    |        |
| Wiener Außenring Autobahn    | Steinhäusl (A1) – Alland – Vösendorf (A2)                                                                           | 38 km        | 38 km        | –    |        |
| Donauufer Autobahn           | Bécs - Kaisermühlen (A23) – Korneuburg – Stockerau (S3)                                                             | 33,6 km      | 33,6 km      | –    |        |
| Autobahn Südosttangente Wien | Bécs-Altmannsdorf (A2) – Bécs-Hirschstetten (S1)                                                                    | 17,8 km      | 17,8 km      | –    |        |
| Welser Autobahn              | Haid (A1) – Wels (A8)                                                                                               | 20 km        | 20 km        | –    |        |
| Linzer Autobahn              | Linz-körgyűrű | 8,5 km       | 0,6 km       | 0 km |        |

## A gyorsforgalmi úthálózat tagjai
Ausztriában a gyorsforgalmi út fogalma nem egyezik meg teljes egészében a magyar autóút fogalmával. Gyorsforgalmi út általában 2×2 sávos, dupla záróvonallal elválasztott útszakasz autóút táblával, külön szintű kereszteződésekkel, 100 km/h sebességkorlátozással. Azonban a gyorsforgalmi utak jelentős része autópályaként működik, és ennek megfelelően van kiépítve, ezért ezeken 130 km/órás a megengedett sebességhatár, amiket külön táblákkal jeleznek. Például az S31-es autóút északi szakasza, vagy az S6-os autóút a Semmering környezetében. Ugyanakkor sok főúton az autóút jelölése is megjelenik, ha a főút elkerüli a településeket, külön szintű kereszteződésekkel ellátott, például az B63-as főút Burgenlandban vagy a B100-as főút Kelet-Tirolban.
- S1-es autóút, Wiener Außenring Schnellstraße: Bécs külső gyorsforgalmi útja Vösendorf A2-es autópálya–Schwechat A4-es autópálya és Süßenbrunn-Großebersdorf között kész; Korneuburg – Eibesbrunn: épül; Schwechat – Süßenbrunn: tervezett
- S2-es autóút, Wiener Nordrand Schnellstraße: Bécs A23-as autópálya – Bécs Süßenbrunn S1 autóút között működik, egyes szakaszai építés alatt vannak.
- S3-as autóút, Weinviertel Schnellstraße: Bécs A22-es autópálya  meghosszabbítása Hollaubrunn és a cseh határ felé. Hollabrunn-délig kiépült, többi szakasza épül.
- S4-es autóút, Mattersburger Schnellstraße: Nagymarton S31-es autóút és Bécsújhely A2-es autópálya között működik, 2010-ig biztonsági átépítése befejeződik.
- S5-ös autóút, Stockerauer Schnellstraße: A22-es autópálya Bécs és Krems S33-as autóút között teremt kapcsolatot a Duna mentén. Új híd építése tervezett, illetve zajlik a teljes kiépítése.
- S6-os autóút, Semmering Schnellstraße: A2-es autópálya Bécsújhely és Sankt Michael A9-es autópálya között üzemel. A Semmering-hágón való átkelés jelentős viaduktokat és alagutakat kívánt.
- S7-es autóút, Fürstenfelder Schnellstraße: Fürstenfeld A2-es autópálya és Szentgotthárd M8-as autópálya között tervezett autóút, kiépítése 2011 után 2 ütemben várható.
- S8-as autóút, Marchfeld Schnellstraße: Bécs és Pozsonytól északra a D2-es autópálya között tervezett autóút, kiépítése 2010 után várható.
- S10-es autóút, Mühlviertler Schnellstraße: Linz után az A7-es autópálya folytatása lesz a cseh határig, a D3-as autópályáig. 2014-ben Freistadt elkerülővel megnyílt az első 6 km-es szakasza, további kiépítése zajlik 2015 után várhatóak az átadások.
- S16-os autóút, Arlberg Schnellstraße: A12-es autópálya és a A14-es autópálya között üzemel, az útdíjjas 13,972 km hosszú Arlberg alagúttal.
- S18-as autóút, Bodensee Schnellstraße: A14-es autópálya és a Svájc között tervezik kiépíteni.
- S31-es autóút, Burgenland Schnellstraße: Burgenland É-D-i gyorsforgalmi útja. Kismarton és Felsőpulya között üzemel, de folytatása tervezett délen Kőszegig, az M87-es autóútig, északon Oszlopig.
- S33-as autóút, Kremser Schnellstraße: A1-es autópálya Sankt Pölten és Krems S5-ös autóút között teremt kapcsolatot.
- S34-es autóút, Traisental Schnellstraße: A1-es autópályától, Sankt Pöltenből indul majdan délre Mariazell felé. Építésének kezdete legkorábban 2014.
- S35-ös autóút, Brucker Schnellstraße: Az S6-os autóúttól indul, Bruck an der Mur és Graz között üzemel. A Mura természetes völgyét követi.
- S36-os autóút, Murtal Schnellstraße: Az S6-os autóúttól indul, Sankt Michael A9-es autópálya és Judenburg között üzemel. A tovább építése a távlatokban Scheiflingig tervezett.
- S37-es autóút, Klagenfurter Schnellstraße: A tervezett gyorsforgalmi út az S36-os autóúttól indul, Scheiflingtől  és Klagenfurtig, az A2-es autópályáig építenék ki.

### A gyorsforgalmi utak táblázatban
| Autóút                         | Érintett települések, nagyobb kereszteződések                         | Teljes hossz | Használatban | Épül    | Térkép |
| ------------------------------ | --------------------------------------------------------------------- | ------------ | ------------ | ------- | ------ |
| Wiener Außenring Schnellstraße | Vösendorf (A2) – Schwechat (A4) – Korneuburg (A22)                    | 63,3 km      | 39,7 km      | 0 km    |        |
| Wiener Nordrand Schnellstraße  | Bécs-Hirschstetten (A23) – (S1)                                       | 7,4 km       | 7,4 km       | –       |        |
| Weinviertler Schnellstraße     | Bécs (A22) – Hollaubrunn - Guntersdorf / Csehország                   | 47 km        | 35,1 km      | 0 km    |        |
| Mattersburger Schnellstraße    | Bécsújhely (A2) – Nagymarton (S31)                                    | 16,94 km     | 16,94 km     | –       |        |
| Stockerauer Schnellstraße      | Stockerau (A22) – Krems                                               | 45 km        | 45 km        | –       |        |
| Semmering Schnellstraße        | Bécsújhely (A2) – Bruck an der Mur – Sankt Michael (A9)               | 105 km       | 105 km       | –       |        |
| Fürstenfelder Schnellstraße    | Fürstenfeld (A2) – Rábakeresztúr / Magyarország                       | 29 km        | 0 km         | 24,8 km |        |
| Marchfeld Schnellstraße        | Deutsch-Wagram (S1) – Marchegg / Szlovákia                            | 34 km        | 0 km         | 0 km    |        |
| Mühlviertler Schnellstraße     | Unterweitersdorf (A7) – Leopoldschlag / Csehország                    | 38 km        | 21,7 km      | 0 km    |        |
| Arlberg Schnellstraße          | Zams (A12) – Bludenz-Montafon (A14)                                   | 62,2 km      | 62,2 km      | –       |        |
| Bodensee Schnellstraße         | Lauterach (A14) / Svájc                                               | 8,6 km       | 0 km         | 0 km    |        |
| Burgenland Schnellstraße       | Kismarton (A3) – Nagymarton – Felsőpulya – Felsőlászló / Magyarország | 62 km        | 50,8 km      | 0 km    |        |
| Kremser Schnellstraße          | St. Pölten (A1) – Traismauer – Grafenwörth (S5)                       | 28 km        | 28 km        | –       |        |
| Traisental Schnellstraße       | St. Pölten (A1) – Wilhelmsburg                                        | 9 km         | 0 km         | 0 km    |        |
| Brucker Schnellstraße          | Bruck an der Mur (S6) – Graz (A9)                                     | 35,8 km      | 35,8 km      | –       |        |
| Murtal Schnellstraße           | Sankt Michael (A9-S6) – Judenburg - Scheifling (S37)                  | 58 km        | 45 km        | 0 km    |        |
| Klagenfurter Schnellstraße     | Scheifling (S36) – Klagenfurt (A2)                                    | 66 km        | 18 km        | 0 km    |        |

## Díjfizetés
1997 óta szinte az összes osztrák autópálya és gyorsforgalmi út fizetős. A legtöbb közlekedő számára a szakaszok nagy része matricával használható, a nehézgépjárművek használat alapú útdíjat fizetnek, egyes szakaszokon pedig fizetőkapuk is vannak.
A 2021-ben érvényes árak (az éves matrica 14 hónapig érvényes):
| Kategória | 10 napos | 2 hónapos | Éves    |
| --------- | -------- | --------- | ------- |
|           | 9,50 €   | 27,80 €   | 92,50 € |
|           | 5,50 €   | 13,90 €   | 36,70 € |

Bizonyos szakaszokon külön útdíjakat szednek, ezek közé tartozik a Brenner autópálya (A13-as), a Tauern autópálya (A10-es), az A9-es autópályán a Bosruck alagút és a Gleinalm alagút szakaszai, vagy az A11-es autópályán Karawanken alagút szakasza.

## Fordítás
- Ez a szócikk részben vagy egészben a Liste der Autobahnen und Schnellstraßen in Österreich című német Wikipédia-szócikk fordításán alapul.  Az eredeti cikk szerkesztőit annak laptörténete sorolja fel. Ez a jelzés csupán a megfogalmazás eredetét és a szerzői jogokat jelzi, nem szolgál a cikkben szereplő információk forrásmegjelöléseként.